# ホンビノスガイ
ホンビノスガイ（漢: 本美之主貝、英: Hard clam、学名: Mercenaria mercenaria）は、二枚貝綱マルスダレガイ科の一種。海岸に近い潮間帯の砂や泥の中に生息する。原産分布海域は北アメリカ大陸の大西洋側 である。食用になるため、アメリカ合衆国西海岸やヨーロッパ、台湾、中華人民共和国などに移入されている。日本の東京湾などにも定着し、後述のとおり漁獲対象になっている。

## 別名
英名は成長した大きさにより呼称の変化する「出世貝」であり、小さい順に countneck, littleneck, topneck, cherrystone と変化し、最も大きいものが quahogs または chowder clam と呼ばれる。
名前を漢字で記すと本美之主貝となる。これはローマ神話の美の女神であるウェヌス女神からのエポニムで命名されたビーナス属 Venus に当て字された美之主に由来する（本来は北海道に生息するビノスガイ（当時は V. stimpsoni）に与えられた名称であった）。現在の学名では当てはまらないように見えるが、和名の命名時には本種がビーナス属に分類されていた。現在はメルケナリア属 Mercenaria に分類が変更されている。ビノスガイも同様にメルケナリア属に変更された（M. stimpsoni）ため、これらは同属となる。
2007年に水産庁が「魚介類の名称のガイドライン」 を策定する以前は大アサリと呼ばれていた。なお、中部地方沿岸部でよく食用とされる大アサリは、和名ウチムラサキSaxidomus purpurataという別種の貝である。また、ハマグリの減少に伴って白ハマグリやオオハマグリという名前で市場に流通する事もあったが、和名シロハマグリは同じマルスダレガイ科で南米に産するPitar albidusを指すため、本種を指して「シロハマグリ」と呼ぶのは誤用である。

## 分布
原産分布域は北米大陸の大西洋岸で、カナダのプリンス・エドワード島からアメリカ東海岸を経てメキシコ湾にかけて広く分布し、潮下帯から水深12メートル程度までの砂質から砂泥質の海底に生息する。

### 日本への移入
元々は日本に生息していなかったが、1998年に東京湾の幕張人工海浜（千葉県千葉市）で発見された。1999年に京浜運河、2000年に千葉港、2003年に船橋付近、さらには2000年代になって大阪湾で発見されている。原産地である北米大陸から船舶の船体に付着したかバラスト水に混ざって運ばれ、東京湾や大阪湾に定着したと考えられている。しかし、バラスト水が由来ならば、北米大陸からの船舶の発着があり当然本種が発見されるはずの名古屋港や横浜港、神戸港では未発見であるなど、移入手段を断定するには証拠が不足しているとの指摘がある。なお、名古屋港に隣接する三河湾や伊勢湾は外観がホンビノスガイに類似するウチムラサキの漁場として知られている。

### 諸外国での人為移入
オランダ、フランス、イギリス、ベルギー、中華人民共和国 などでは水産資源として人為的に移入され定着した。

### 外来種問題
現時点では在来種への被害報告はないものの、ハマグリと比較して繁殖力が強いため、今後は何らかの影響が予想される。

## 生態

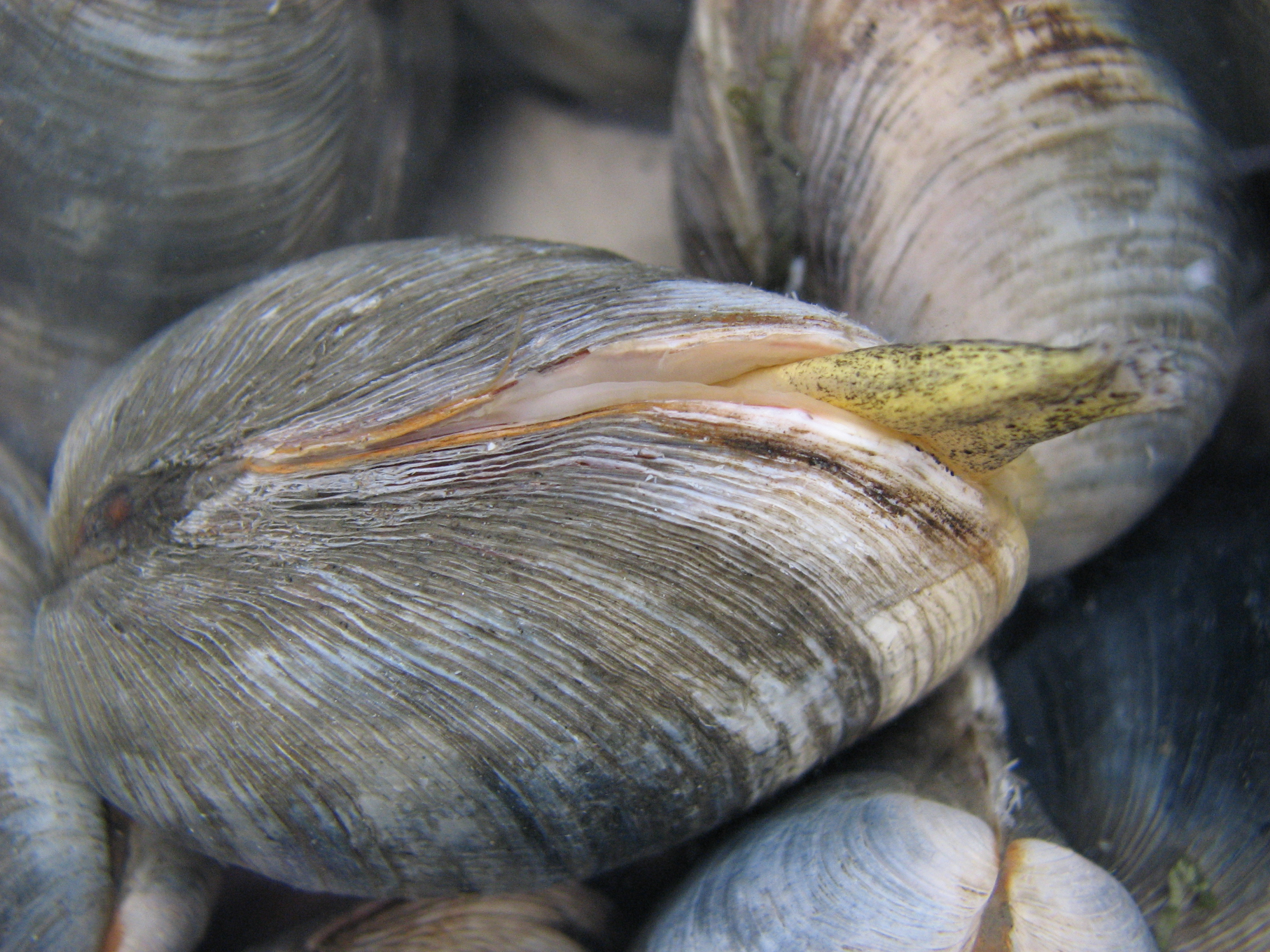
水管を出すホンビノスガイ

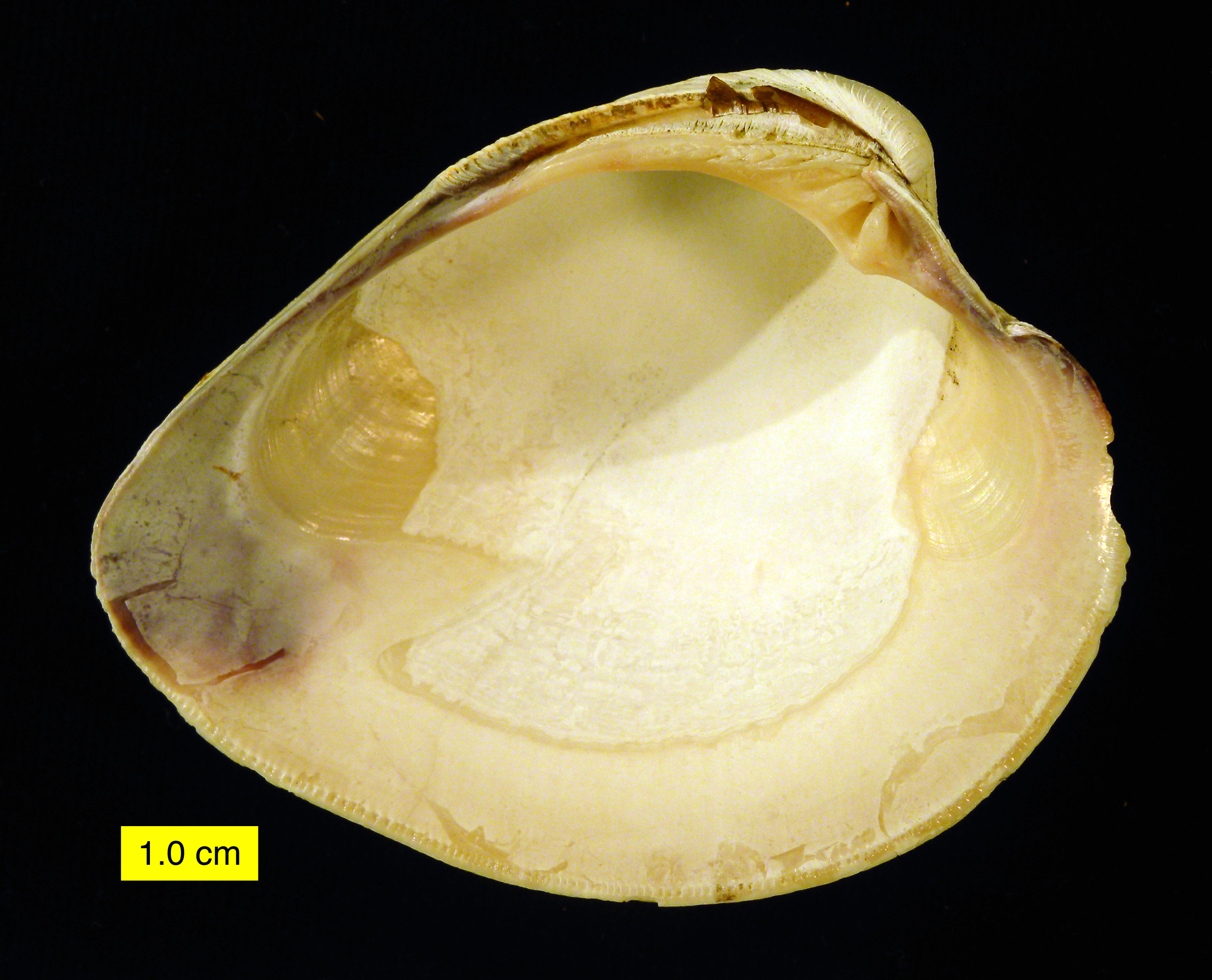
ホンビノスガイ貝殻内面

成貝の殻長は最大で10cm以上になる比較的大型の貝であり、厚く硬い貝殻の表面には同心円状の肋が表れる。殻の色は生育環境により白っぽいグレーから黒ずんだ色と変化に富む。ハマグリと比較して丸みが強く、左右非対称で、殻頂がやや曲がった形をしている。
酸素欠乏や低塩分に対する耐性があり赤潮や青潮にも強いことから、アサリやハマグリが生息不可能な水域にも生息する。

## 漁業
アメリカでは重要な食用貝であり、広く漁獲対象とされている。特にロードアイランド州では州の貝に選ばれている。
日本では主に、千葉県市川市、船橋市地先の三番瀬で鋤簾や底引き網漁にて漁獲されている。また、東京湾最奥部の干潟域では潮干狩りでも採取される。
日本での繁殖が確認されたのが比較的近年で、アサリ漁場に多く生息するため、かつては邪魔者として扱われることが多かったが、後述のとおり砂抜きが容易なこと、食味の良さが注目され、2005年頃から行徳漁協による漁獲と流通が行われ、当初は首都圏、2010年代からは京阪神でも鮮魚店やスーパーなどに販売チャネルが拡大し、水産物として採貝される機会が増えた。2013年には漁業権が設定され、現在は船橋市漁業協同組合では重要な海産物として「浜の救世主」と評価している。2017年には千葉県が「三番瀬産ホンビノス貝」を千葉ブランド水産物に選ぶまでになった。「江戸前の貝」として人気も高まり、東京湾の千葉県側北部海域では2018年の水揚げ量が2500トンと5年間で2.3倍に増えた。ただ在来種の貝に比べて水産資源としての知見は少なく、千葉県は2020年度から市川市や船橋市の漁業と協力して、季節ごとの重量や殻の大きさの変化、漁船の隻数や操業日数、漁獲量をデータベース化する計画である。すでに船橋漁港での漁獲量は、2017年度には約1700トンあったが、2024年度は159トンと10分の1以下に激減したという。

### 日本での流通
ホンビノスガイ（ホンビノス貝、本ビノス貝とも）と表記され流通している。

## 料理
アメリカ合衆国東海岸で好まれ、クラムチャウダーやバター蒸し、ワイン蒸しにして供される。小ぶりのホンビノスガイは、ニューヨークやニュージャージー州にて、西洋わさびを加えたカクテルソースやレモンと共に生食もされる。
日本では、酒蒸しや焼き料理などアサリやハマグリと同様の料理法で食され、価格も割安である。 主産地の千葉県船橋市では水産業界や飲食店が2019年から「日本クラムチャウダー選手権」を始めるなど消費拡大を図っている。
調理時に出てくる塩気はアサリやハマグリに比べやや強め。砂抜きは不要または比較的簡単で、暗所で海水程度の塩水に一晩ほど漬けておくことで、ほぼ完全に砂抜きが完了する。

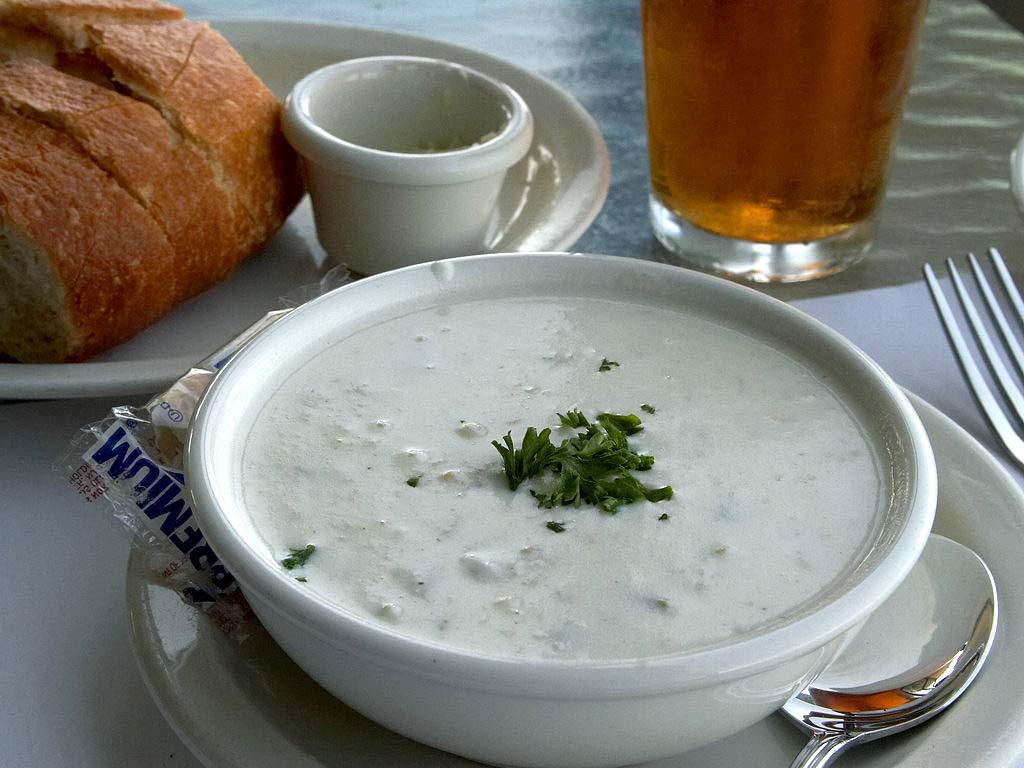
ニューイングランド風クラムチャウダー
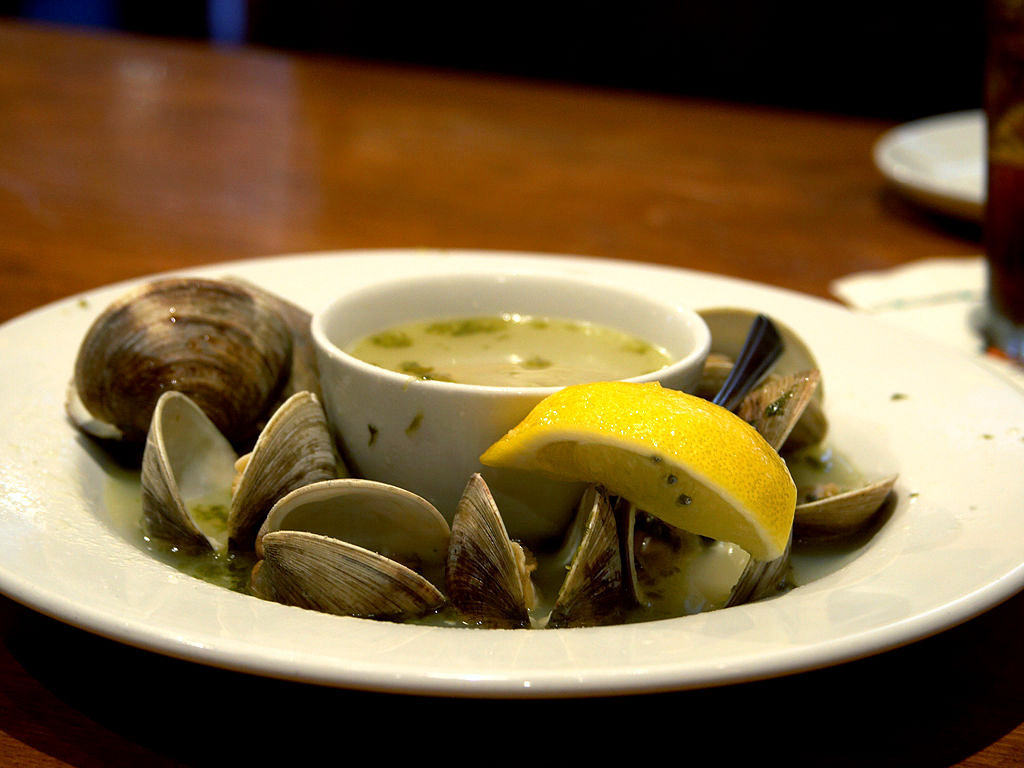
ホンビノスガイのバター蒸し